# Plesiocerithium
Plesiocerithium is een geslacht van uitgestorven weekdieren uit de klasse van de Gastropoda (slakken). Exemplaren van dit geslacht zijn slechts als fossiel bekend.

## Soort
- Plesiocerithium salax Maxwell, 1992 †